# 植松りか
植松 りか（うえまつ りか、1972年5月8日 - ）は、日本の女優、声優。鹿児島県出身。以前はスターダス・21に所属していた。バオバブ学園10期生。

## 出演作品

### 吹き替え
- Dr.Tと女たち（ブリー（ヘレン・ハント））
- ブラック・スコルピオン（ロス（ポリー・シャノン））
- プロジェクトV（バイオント） 史上最悪のダム災害（ティナ（ラウラ・モランテ））
- ロード・オブ・ザ・リング

### 舞台
- 演劇ユニット「クロ・クロ」第13回公演『ギ・ジギ』（2024年8月30日 - 9月1日、荻窪小劇場）[2]